# Mikrotransaktioner
Mikrotransaktioner eller mikrobetalningar är ett system för att ta betalt för exempelvis spel som på senare år har blivit populärt. Systemet används bland annat i spelen Team Fortress 2, Battlefield Heroes, Battlefield Play4Free, Entropia Universe samt The Lord of the Rings Online. Mikrotransaktioner innebär att spelaren betalar en mindre peng för att till exempel köpa nya kläder eller nya vapen till sin spelfigur. Spel som använder sig av mikrotransaktioner kallas ibland för Freemium spel, vilket är en kombination av de engelska orden Free och Premium.
Något som även dykt upp är spel som tidigare varit vanliga köpespel har omvandlats till gratisspel med mikrotransaktioner. Ett exempel på detta är Age of Conan som bytte modell den 25 maj 2011, tre år och två dagar efter att spelet från början släpptes. Ett annat exempel är The Lord of the Rings Online som blev gratis den 4 juni 2010, även det cirka tre år efter sin release.
Electronic Arts har en spelstudio som heter Easy Studios vars uppdrag är att jobba just med spel av denna typen.. Tommy Palm från King (Candy Crush Saga) sade 2014 att han trodde att alla spel tids nog skulle bli free-to-play.
En svensk undersökning från 2021 visade att var femte (19 %) svensk internetanvändare hade betalat för virtuella föremål eller valuta i onlinespel under det senaste året. Bland personer födda på 00-talet och 2010-talet var siffran högre, där hade 39 procent respektive 48 procent betalat för virtuella föremål eller valuta.